# 3178 Yoshitsune
3178 Yoshitsune è un asteroide della fascia principale. Scoperto nel 1984, presenta un'orbita caratterizzata da un semiasse maggiore pari a 2,7155028 au e da un'eccentricità di 0,3776805, inclinata di 6,79658° rispetto all'eclittica.
L'asteroide è dedicato al generale giapponese Minamoto no Yoshitsune, che aveva come concubina Shizuka Gozen cui è stato dedicato 4200 Shizukagozen che ha parametri orbitali molto simili a quelli di questo asteroide.